# Понте Бовино (Фођа)
Понте Бовино (итал. Ponte Bovino) је насеље у Италији у округу Фођа, региону Апулија.
Према процени из 2011. у насељу је живело 13 становника. Насеље се налази на надморској висини од 258 м.